# Display holográfico
Um display holográfico é uma tecnologia de displays que é capaz de fornecer todos os quatro mecanismos da visão: disparidade binocular, paralaxe de movimento, acomodação e convergência. Objetos tridimensionais podem ser visualizados sem o uso de óculos especiais e o olho não é acometido pela astenopia.

## Display eletro-holográfico
Um display eletro-holográfico é um tipo de display holográfico que utiliza a eletro-holografia para gravar e reproduzir objetos em três dimensões. Este display possui vantagens sobre os demais, como a reconstrução de imagens em paralaxe completo.